# نوايغان (قلعة بيابان)
نوايغان (بالفارسية: نوایگان) هي قرية تقع في إيران في البلدة المركزية. يقدر عدد سكانها بـ 1,712 نسمة .